# Benoît Assou-Ekotto
Benoît Assou-Ekotto, conhecido como Assou-Ekotto (Arras, 24 de março de 1984) é um ex-futebolista franco-camaronês que atuava como lateral.

## Carreira

### Lens
Na idade de 10, Assou-Ekotto seguida seu irmão na assinatura de Lens , antes de fazer sua estreia no campeonato em 28 de Março de 2004 contra o Paris Saint-Germain , que venceu o jogo Lens por 1-0. Jogou em 66 jogos na Ligue 1 para Lens. Em seguida, ele jogou em sete das oito partidas da Taça UEFA como Lens saiu a Udinese no último 32. Depois de quebrar na primeira equipe com três aparições em 2003-04, Assou-Ekotto chamou a atenção, com 29 partidas em 2004-05. No início da temporada 2005-06, ele jogou em todos os jogos de lentes 'na Taça Intertoto, já que venceu o torneio e garantiu um lugar em que temporada da Taça UEFA. Na temporada 2005-06, ele era um quase sempre presente para Lens no campeonato faltando apenas quatro dos 38 jogos do campeonato como sua equipe terminou em quarto lugar e, novamente, qualificado para a Taça UEFA. Excelente desempenho Assou-Ekotto de toda a temporada o levou a ser elogiado como um dos melhores backs esquerda no país.

### Tottenham Hotspur
No verão de 2006, Assou-Ekotto mudou-se para o Tottenham Hotspur por uma verba não revelada, mas a mídia esperava que fosse na região de £ 3,5 milhões. Gerente de Martin Jol e diretor esportivo do clube Damien Comolli descreveu-o como um dos mais brilhantes perspectivas no futebol francês na época. Assou-Ekotto era esperado para uma concorrência com a sul-coreana Lee Young-Pyo na traseira esquerda posição, mas suas atuações na pré-temporada lhe garantiu um lugar na formação inicial à frente de Lee. Ele fez sua estreia em uma derrota por 2-0 em Bolton Wanderers no dia de abertura da temporada 2006-07 e parecia ter Lee depôs até lesões viu a vitória coreana seu lugar de volta. Depois de pegar uma lesão no joelho em dezembro de 2006, ele parecia ter perdido o seu lugar na equipe de primeira para Lee e jogou apenas duas partidas durante a temporada 2007-08 todo.
Quando ele chegou pela primeira vez na Inglaterra, Assou-Ekotto falava pouco Inglês e ele inicialmente lutou no Tottenham. Assou-Ekotto, desde então, argumentou que sua lesão mudou sua atitude em relação ao futebol, porque ele percebeu que poderia ter terminado a sua carreira:
| “ | Quando o cirurgião diz que talvez você não vai mais jogar futebol muitas coisas são diferentes em sua mente. Antes, quando você está ferido, o dinheiro entra em sua conta todo mês e tudo é legal. Mas quando falam com você sobre o fim de sua carreira em 22 ou 23 ... é por isso que talvez eu mudei. Eu estou segura agora, mas isso me deu uma lição. É por isso que eu mudei muitas coisas na minha mente e na minha vida. | ” |

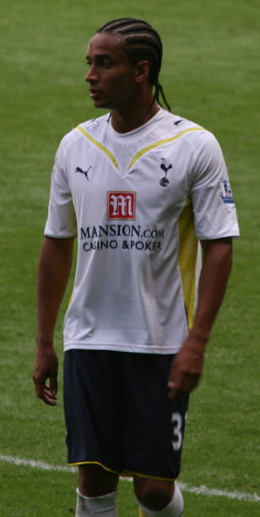
Assou-Ekotto em ação pelo Tottenham Hostpur.

No início da temporada 2008-09, Spurs fez seu pior já começar a campanha desde 1912, perdendo seis e empatando dois de sua abertura oito partidas. Naquele tempo, as chances Assou-Ekotto Popular da equipa principal de futebol eram limitados e ele ainda afirmou que queria deixar a Inglaterra para voltar ao futebol francês, mesmo depois de Juande Ramos foi demitido e substituído por Harry Redknapp. Redknapp decidiu dar Assou-Ekotto a chance de jogar na equipe. Ele melhorou rapidamente com jogos regulares e se tornou a primeira escolha para o final da temporada 2008-09. Tendo recuperado sua forma física na temporada de 2008-09, tornou-se escolha o primeiro clube do Norte-Londres deixou para trás devido a uma série de boas atuações sob Redknapp. Tais performances levaram a Assou-Ekotto ganhando aplausos internacionalmente e ele é agora considerado como uma qualidade da Premier League volta completa. Ele começou o campeonato final da Copa 2009 contra o Manchester United , onde jogou excepcionalmente bem contra Cristiano Ronaldo . Mesmo que o Tottenham perdeu o jogo nos pênaltis, Assou-Ekotto fez deixou para trás sua própria posição para o resto da temporada, ele fez uma performance tão em todo o final. Desde então, gerente Redknapp elogiou Assou-Ekotto, dizendo: "Eu acho que ele foi ferido antes, mas eu fiquei muito impressionado com ele nesta temporada, ele tem estado em grande forma. Ele olhou para trás uma excelente esquerda".
Ele marcou carreira em primeiro lugar em uma vitória por 2-1 sobre o Liverpool no fim de semana de abertura da temporada 2009-10 com uma meia-voleio de 20 metros. Ele foi recompensado por esta boa forma com uma extensão de contrato de quatro anos em 19 de agosto. Durante a mid-season, ele perdido temporariamente o lugar de jovem Gareth Bale , mas recuperou-a quando Redknapp passou Bale para a ala esquerda. Foi uma partida regular para Tottenham desde a Premier League 2010-11. Em 11 de Janeiro de 2012, ele marcou um screamer 35 jardas contra o Everton, aos 64 minutos. Este foi o objetivo terceira em sua carreira sénior, e em 12 de fevereiro, ele marcou seu quarto gol no martelar de 5-0 Newcastle United no White Hart Lane.
Ele começou a temporada 2012-13, dando 25 chutes contra o West Bromwich Albion, mas foi afastado depois de três jogos do campeonato com uma lesão no joelho.

### QPR
Em 2 de setembro de 2013, Assou Ekotto assinado em um empréstimo acordo de longo-temporada com o Queens Park Rangers. Ele fez sua estreia pelo clube em 18 de setembro contra o Brighton & Hove Albion, aproximando-se como um primeiro semestre substituto substituindo Nedum Onuoha.

## Carreira Internacional

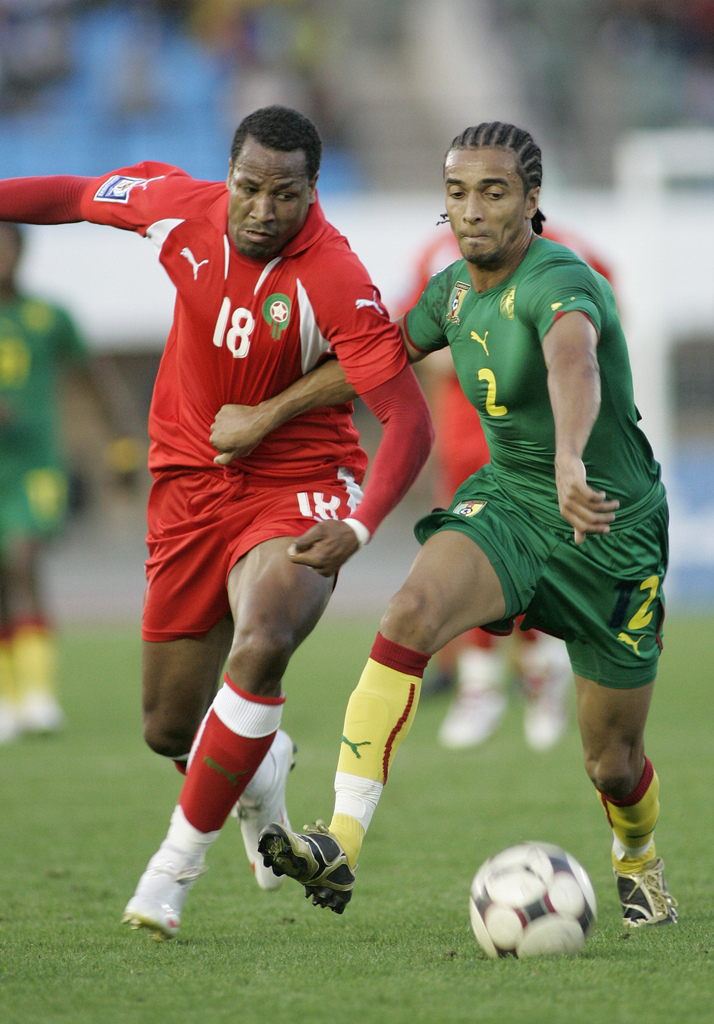
Ekotto atuando pela Seleção Camaronesa

Assou-Ekotto fez sua estreia para Camarões contra a Guiné, em um amistoso em 11 de fevereiro de 2009. Ele também jogou os 90 minutos em 1-0 Camarões surpresa Copa do Mundo de qualificação derrota para o Togo em 28 de março de 2009. Ele foi nomeado em Camarões 2010 Taça de África das Nações pelotão, mas foi forçado a se retirar antes do torneio devido a lesão. Assou-Ekotto foi nomeado também em Paul Le Guen 's lista 23 homem-de-final da Copa do Mundo 2010 na África do Sul e jogou todos os minutos de três partidas de Camarões.
Em entrevista à BBC em fevereiro de 2011, Assou-Ekotto afirmou que ele foi incentivado a jogar para o nacional da França sub-16 time de futebol como um adolescente, mas que "Eu lhes disse que não precisa ir, porque não há . apontar para vestir a camisa francesa, eu não tenho sentimentos com os jogadores franceses" Em entrevista ao The Guardian maio 2010, ele declarou:
| “ | Me jogar por Camarões foi uma coisa natural e normal. Eu não tenho nenhum sentimento para a equipe nacional da França, que simplesmente não existe. Quando as pessoas perguntam da minha geração na França, "De onde você é? ', Eles vão responder Marrocos, Argélia, Camarões ou onde quer. Mas o que me espantou na Inglaterra é que quando eu fazer a mesma pergunta de gente como Lennon e Defoe, eles dirão: '. Estou Inglês' Essa é uma das coisas que eu amo sobre a vida aqui. | ” |

## Vida Pessoal
Assou-Ekotto é conhecido por seus comentários sinceros. Em 2010, ele causou polêmica com sua crítica à inconsistência entre as opiniões públicas na Premier League, alegando que ele "sempre foi honesto", mas acrescentou que ele não acreditava que a verdade sempre foi "bom para dizer". Em 2011, ele chamou a atenção ainda mais quando ele comentou que o futebol era "apenas um trabalho", explicando que sua principal motivação para o jogo profissionalmente foi o salário recolhidos ao invés de prazer de jogar futebol.
| “ | Eu nunca comprei na hipocrisia de futebol, mas talvez eu sou mais estridente em meu ponto de vista agora. Tenho sorte e apreciar o que eu tenho, mas o futebol é apenas um trabalho, um meio para um fim ... há coisas mais importantes na vida do que chutar uma bola ... Sim, eu jogo para o dinheiro, mas então não faz todo mundo que se levanta de manhã e vai trabalhar? Eles fazem isso para garantir a sua família. Ele me enfurece quando futebolistas ir sobre jogar pela camisa. Eu acho que eles devem ser responsabilizados por isso quando eles se beijam o emblema e seis meses depois livrar-se por um dia melhor remuneração. | ” |

Ele manteve uma filosofia semelhante, durante o 2011 Luka Modrić se transferiu, afirmando que um jogador de futebol poderia ser esperado de transferir para um clube novo, se o seu clube pai não conseguiu igualar ofertas de outras equipes dos salários mais elevados.

### O Envolvimento da Comunidade
Desde sua chegada à Spurs, Assou-Ekotto exerceu um interesse na comunidade local e seus habitantes, expressando um "grande senso de conexão com o Tottenham". Ele carrega um cartão Oyster e freqüenta o metro de Londres, e muitas vezes anda com torcedores do Tottenham em direção ao estádio antes dos jogos em casa. Durante os tumultos de Londres, o futebolista franco sugeriu em uma entrevista com o Sport BBC que seus colegas fazer mais para atenuar os problemas geopolíticos, como a doação de um centésimo de seus salários para causas locais. Assou-Ekotto se fez um. contribuição significativa para o Fundo Dispossessed o London Evening Standard, Em sua coluna pessoal para o mesmo diário, ele escreveu longamente sobre suas experiências com os habitantes locais se misturam, tanto durante os motins e depois com o Tottenham Hotspur Fundação.
Durante e logo após os motins, pensei muito sobre os desafios que enfrentamos como sociedade. Uma coisa que eu acho que é o quão separados estamos mesmo que a tecnologia tornou o mundo menor... Eu tento encontrar e conversar com os moradores em Tottenham, tanto quanto possível, na esperança de entender melhor os desafios que as pessoas enfrentam em suas vidas ... Talvez crescer em uma cidade pequena ou provenientes de uma pequena nação Africano faz-me como a ideia de comunidade.

### Família
Ele é o irmão mais novo do colega jogador de futebol profissional Mathieu Assou-Ekotto.

## Estatísticas
| Clube             | Liga           | Ano          | Liga     | Liga | Cup      | Cup  | League Cup | League Cup | Europe   | Europe | Total    | Total |
| Clube             | Liga           | Ano          | Partidas | Gols | Partidas | Gols | Partidas   | Gols       | Partidas | Gols   | Partidas | Gols  |
| ----------------- | -------------- | ------------ | -------- | ---- | -------- | ---- | ---------- | ---------- | -------- | ------ | -------- | ----- |
| Lens              | Ligue 1        | 2003–04      | 3        | 0    | 0        | 0    | 0          | 0          | 0        | 0      | 3        | 0     |
| Lens              | Ligue 1        | 2004-05      | 29       | 1    | 0        | 0    | 0          | 0          | 0        | 0      | 29       | 1     |
| Lens              | Ligue 1        | 2005-06      | 35       | 0    | 0        | 0    | 0          | 0          | 7        | 0      | 42       | 0     |
| Lens              | Club Total     | Club Total   | 67       | 1    | 0        | 0    | 0          | 0          | 7        | 0      | 74       | 1     |
| Tottenham Hotspur | Premier League | 2006-07      | 16       | 0    | 1        | 0    | 3          | 0          | 5        | 0      | 25       | 0     |
| Tottenham Hotspur | Premier League | 2007-08      | 1        | 0    | 0        | 0    | 0          | 0          | 1        | 0      | 2        | 0     |
| Tottenham Hotspur | Premier League | 2008-09      | 29       | 0    | 1        | 0    | 4          | 0          | 2        | 0      | 36       | 0     |
| Tottenham Hotspur | Premier League | 2009-10      | 30       | 1    | 3        | 0    | 1          | 0          | 0        | 0      | 34       | 1     |
| Tottenham Hotspur | Premier League | 2010-11      | 30       | 0    | 2        | 0    | 1          | 0          | 11       | 0      | 44       | 0     |
| Tottenham Hotspur | Premier League | 2011-12      | 35       | 3    | 0        | 0    | 1          | 0          | 2        | 0      | 38       | 3     |
| Tottenham Hotspur | Club Total     | Club Total   | 141      | 4    | 7        | 0    | 10         | 0          | 21       | 0      | 179      | 4     |
| Career Total      | Career Total   | Career Total | 208      | 5    | 7        | 0    | 10         | 0          | 28       | 0      | 253      | 5     |

## Títulos
Lens
- Copa Intertoto da UEFA: 2005

### Individual
Tottenham Hostpur
- 2º Melhor Lateral do campeonato inglês: 2009

## Curiosidades
- Em 2014, o site Slate decidiu eleger a melhor cruzada de braço das poses feitas pelos atletas durante o anúncio das escalações antes dos jogos da Copa do Mundo de 2014. Assou-Ekotto foi o vencedor. A justificativa foi porque "ele se mostrou gracioso, divertido e relaxado."[17]